# غورباتوف (قرية)
غورباتوف (بالروسية: Горбатов) هي إحدى مدن روسيا في الكيان الفدرالي الروسي نيزني نوفغورود أوبلاست.